# Lettlands filmhistoria
Den lettiska filmen har, mycket på grund av landets korta tid av självständighet (från Sovjetunionen 6 september 1991), inte gjort något större väsen av sig internationellt.
Regissören Sergej Ejzensjtejn föddes i Riga i Lettland den 23 januari 1898 (Det tillhörde då Ryssland).

## Lista över lettiska filmer
- 1991: Cilveka berns, regisserad av Janis Streics. Vann pris på Chicago Childrens Film Festival.
- 1992: Anna Ziemassvetki
- 1992: Duplet
- 1992: Daleko ot Sankt-Petersburga
- 1993: Baznica
- 1993: Buris
- 1995: Dragon's Egg
- 1998: Checking Out
- 1999: Gravitacijas lasts
- 2000: Baiga vasara
- 2000: Baltijas saga
- 2001: Angels of Death
- 2002: Flashback
- 2004: Agent Madly in Love
- 2004: Buss
- 2004: Bet stunda nák
- 2004: Bezmiegs
- 2004: Go Active! Kort komedi med grekiskt språk.
- 2005: Augustuma robeza
- 2007: Fritsud ja blondiinid
- 2007: Berklāvisms Dokumentärfilm.